# Jan Marchewka
Jan Marchewka (ur. 13 lipca 1962) – polski lekkoatleta, który specjalizował się w biegach długich.

## Kariera
Wielokrotny medalista mistrzostw Polski w biegach długich oraz w maratonie. Pierwszy zwycięzca warszawskiego biegu niepodległości. Przez całą karierę startował w barwach warszawskiej Legii. Po zakończeniu kariery pracował jako trener w sekcji lekkoatletycznej klubu. Żołnierz zawodowy wojska polskiego. Obecnie nadal, amatorsko, startuje w biegach ulicznych. Zawodnicy prowadzeni przez Jana Marchewkę, zdobyli ponad 50 medali na Mistrzostwach Polski w czterech dyscyplinach sportowych: lekkoatletyka, biegi górskie, canicross i tenis ziemny (przygotowanie kondycyjne).

## Rekordy życiowe
| Konkurencja           | Rezultat | Miejsce   | Data             |
| --------------------- | -------- | --------- | ---------------- |
| Bieg na 1500 metrów   | 3:45,41  | Sopot     | 22 sierpnia 1987 |
| Bieg na 3000 metrów   | 8:01,73  | Sopot     | 25 lipca 1987    |
| Bieg na 5000 metrów   | 13:46,13 | Sopot     | 10 sierpnia 1986 |
| Bieg na 10 000 metrów | 28:46,83 | Grudziądz | 3 czerwca 1986   |
| Półmaraton            | 1:04:29  | Berlin    | 5 kwietnia 1992  |
| Maraton               | 2:16:29  | Wrocław   | 19 maja 1991     |